# Нуну Асиш
Нуну Асиш (полное имя — Нуну Асиш Лопиш ди Алмейда; порт. Nuno Assis Lopes de Almeida) — португальский футболист, полузащитник. Также провёл несколько матчей за сборную Португалии.

## Клубная карьера
Нуну Асиш начал свою карьеру в родном городе Лозан, где приглянулся скаутам  «Спортинга», и был переведен в Лиссабон в юношескую команду клуба. Позднее Асиш был отдан в аренду в фарм-клуб «Спортинга» в «Лориньяненси».
В сезоне 1999—2000 году Асиш дебютировал в чемпионате Португалии в составе «Алверки». Первый гол в чемпионате Португалии Асиш забил в составе «Жил Висенте», куда был отдан в аренду из «Спортинга».
В 2001 году Нуну Асиш подписал контракт с «Виторией» (Гимарайнш). За три сезона Асиш сыграл 108 игр и забил 11 голов.
В середине сезона 2004/05 Нуну Асиш перешёл в «Бенфику», заменив ушедшего Златко Заховича. В 2006 году Асиш был подвергнут годичной дисквалификации за обнаружение в его организме стероидального вещества — 19-норандростерон, превышающего допустимую норму .
В сезоне 2008/09 Нуно Асиш вернулся в «Виторию» (Гимарайнш). 30 января 2009 года в матче чемпионата Португалии против «Витории» (Сетубал) Нуно Асиш сделал первый хет-трик в своей карьере.

## Международная карьера
Первую игру за сборную Португалии под руководством Антониу Оливейра Нуну Асиш провёл в ноябре 2002 года. В матче против сборной Шотландии Асиш вышел на замену и помог своей команде одержать победу со счётом 2—0.
После шести лет отсутствия Нуну Асиш вернулся в сборную Португалии. В матче против сборной Мальты в отборочном турнире к чемпионату мира Асиш вышел на замену во втором тайме.

## Достижения
- Чемпион Португалии 2005